# 大卫·惠特
大卫·惠特（英語：David Wheater，1987年2月14日—）是英格兰足球运动员，司职后卫，出身于米德尔斯堡青训系统，现效力于英格蘭足球乙級聯賽的奥尔德姆。

## 俱乐部生涯
惠特出身于米德尔斯堡青训系统。2004/05赛季，年仅17岁的惠特首次被提入一线队，之后他曾被短暂租借到唐卡斯特、狼队和达灵顿等球队锻炼。2007/08赛季，的受伤使得惠特成为球队的主力中后卫。虽然惠特的表现出色，但米德尔斯堡却在2008/09赛季降入英冠。
惠特决定留在米德尔斯堡以帮助球队重新回到英超联赛。2009/10赛季前，年仅22岁的惠特被指定为球队队长，但该赛季米德尔斯堡仅获得联赛第11名，无缘升级。
2011年1月20日，惠特正式转会加盟英超球队博尔顿，合同期为三年半。

## 国家队生涯
惠特曾代表英格兰所有年龄级別的青少队出赛。2008年他曾两度入选英格兰队的集训大名单。